# (1309) Hyperborea
(1309) Hyperborea ist ein Asteroid des Hauptgürtels, der am 11. Oktober 1931 vom russischen Astronomen Grigori Nikolajewitsch Neuimin in Simejis entdeckt wurde.
Der Name ist abgeleitet von dem Land Hyperborea aus der griechischen Mythologie.